# IndieCade
 (janvier 2020).
 (août 2025).
L'IndieCade est un festival consacré au jeu vidéo indépendant. Tous les ans, une compétition récompensant les meilleurs jeux vidéo indépendants et créations indépendantes en rapport avec le jeu vidéo de l'année y est organisée.

## Compétition

### Sélection 2007
- 8
- And Yet It Moves
- Beethoven's Hair: The Haunting
- Bone : Épisode 1 - La Forêt sans retour
- Braid
- Can You See Me Now?
- Cloud
- Cruel 2 B Kind
- Cute X Doom
- Defcon
- Escape from Woomera
- Riff: Everyday Shooter
- Fijuu2, jouet
- Freedom Fighter '56
- GAMBIT Games, entreprise
- Game Over, film d'animation
- giantJoystick, sculpture
- Global Conflicts: Palestine
- Mr. Robot
- N
- Out of Your Mind
- Play With Fire
- Prospero's Island
- Revolution
- Rumble Box
- Steam Brigade
- The Arcade Wire
- The Endless Forest
- The Night Journey
- Whyville

### Sélection 2008
Palmarès
- Prix du jury : Gravitation
- Prix de l'innovation en design : Ibb and Obb
- Prix du scénario et de l'univers : Les Mésaventures de P.B. Winterbottom
- Prix de l'esthétique : Machinarium
- Prix de l'innovation technique : levelHead
- Prix du fun : Dark Room Sex Game
- Prix de la sublime expérience : The Night Journey
- Choix des finalistes : Rückblende

Autres finalistes
- And Yet It Moves
- Block H, installation
- Bumper Stars
- Cactus Arcade
- Dangerous High School Girls in Trouble
- Darkgame
- Democracy 2
- Fatherhood
- Flywrench
- Global Conflicts: Palestine
- The Graveyard
- JoJo's Fashion Show
- Miss Management
- PMOG
- Polarity
- Prototype 161: The Lonesko Abduction
- Rider Spoke
- Sociable Tetris 360
- Standard Bits
- Synaesthete
- Tank Universal
- The Unfinished Swan

### Sélection 2009
Palmarès
- Prix du jury : Moon Stories
- Prix de l'innovation en gameplay : Closure
- Prix du scénario et de l'univers : Dear Esther
- Prix de l'auteur : Steph Thirion pour Eliss
- Prix de l'avant-garde : Train
- Prix du fun : Osmos
- Prix de la sublime expérience : Tuning
- Choix des finalistes et du public : Minor Battle
- Mentions spéciales : Papermint, Aether, Spectre
- EA Best in Show : Osmos

Autres finalistes
- Akrasia
- Classic Night
- Cogs
- The Deep Sleep Initiative
- Everybody Dies
- Global Conflicts: Latin America
- Gray
- The Maw
- Mightier
- Modal Kombat, show
- Nanobots
- The Path
- Radioflare
- Ruben & Lullaby
- Shadow Physics
- Sowlar
- You Get Me
- Zeno Clash

### Sélection 2021
Palmarès
- Prix du jury : Before Your Eyes
- Prix du grand jury : Blind Drive
- Prix de l'innovation dans le Design d'Interaction : The Telelibrary
- Prix de l'innovation dans le Design d'Expérience : Blackhaven
- Prix du pionnier : Peter Adkison
- Prix du Game Changer : Thorsten S. Wiedemann
- Prix de la performance : Claws
- Prix du design systémique : Dice Legacy
- Prix de l'audio : Cook, Serve, Delicious 3!?
- Prix de l'aspect visuel : Mundaun
- Prix du Live Action : Field Guide to Memory
- Prix de la conception de table : Alice is missing
- Prix pour l'impact : Out for Delivery
- Prix pour le récit : HoloVista
- Prix du choix des développeurs : The Lullaby of Life

### Sélection 2022

#### Palmarès
- Prix du jury : Unpacking
- Prix du grand jury : Svoboda 1945: Liberation